# Un (Chumbawamba)
Un è l'undicesimo album in studio del gruppo musicale britannico Chumbawamba, pubblicato nel 2004.

## Tracce
1. The Wizard of Menlo Park – 3:41
2. Just Desserts – 4:01
3. On eBay – 3:47
4. Everything You Know Is Wrong – 5:08
5. Be with You – 3:27
6. When Fine Society Sits Down to Dine – 5:31
7. A Man Walks into a Bar – 4:00
8. Buy Nothing Day – 3:47
9. Following You – 2:48
10. We Don't Want to Sing Along – 3:17
11. I Did It for Alfie – 2:39
12. Rebel Code – 3:28

## Formazione
- Alice Nutter – voce
- Jude Abbott – tromba, voce
- Dunstan Bruce – voce
- Louise Watts – voce, tastiera
- Boff – chitarra, voce
- Neil Ferguson – basso, voce
- Harry Hamer – batteria, voce